# Blažovice
Blažovice (německy Bläswitz) jsou obec v okrese Brno-venkov v Jihomoravském kraji. Nacházejí se na severovýchodním okraji Dyjsko-svrateckého úvalu, v areálu Slavkovského bojiště. Žije zde přibližně 1 300 obyvatel.

## Geografie
Obec leží ve zvlněné polní krajině ukloněné převážně k západu, v nadmořské výšce převážně okolo 240–250 metrů. Nejvyšším bodem jsou Staré Vinohrady (297 m) na jihu katastru. Obcí protéká potok Romza, přítok Roketnice. Blažovice hraničí s obcemi Tvarožná, Jiříkovice (obě okres Brno-venkov), Zbýšov, Křenovice a Holubice (všechny okres Vyškov).
Blažovice leží mimo důležité silnice, ale prochází tudy Vlárská dráha, z níž zde odbočuje spojka na trať Brno–Přerov a vlečka do cementárny Mokrá. Stanice Blažovice je obsluhována osobními vlaky na trase Brno – Slavkov u Brna, projíždí tudy rychlíky z Brna směr Veselí nad Moravou a Nezamyslice.

## Historie
První písemná zmínka o obci pochází z roku 1141, ale vykopávky ve staré Valtrově cihelně dokazují osídlení tohoto území již kolem roku 3000 př. n. l.
Roku 1896 byl založen blažovický sbor dobrovolných hasičů.
Roku 1931 byl založen Sportovní klub SK Blažovice, který v současnosti existuje jako Tělovýchovná jednota Blažovice.

## Pamětihodnosti
- kostel Božského srdce Páně – byl postaven v letech 1930–1934, od roku 2001 je farním kostelem
- zvonice na návsi z roku 1832
- kovárna z přelomu 19. a 20. století
- bývalý zámek

## Obyvatelstvo
| 1869 | 1880 | 1890 | 1900 | 1910 | 1921 | 1930  | 1950  | 1961  | 1970  | 1980  | 1991  | 2001  | 2011  |
| ---- | ---- | ---- | ---- | ---- | ---- | ----- | ----- | ----- | ----- | ----- | ----- | ----- | ----- |
| 524  | 601  | 693  | 688  | 763  | 881  | 1 033 | 1 012 | 1 081 | 1 159 | 1 092 | 1 078 | 1 078 | 1 119 |

## Osobnosti
- Šebestián Kubínek (1799–1882), písmák a laický kazatel, šiřitel knih
- Stanislav Hlučka (1919–2008), stíhací pilot a politický vězeň
- Josef Ondráček (1941–2020), farář v Břeclavi[6]
- Zdeněk Kaláb (1964–2010), dostihový jezdec

## Galerie

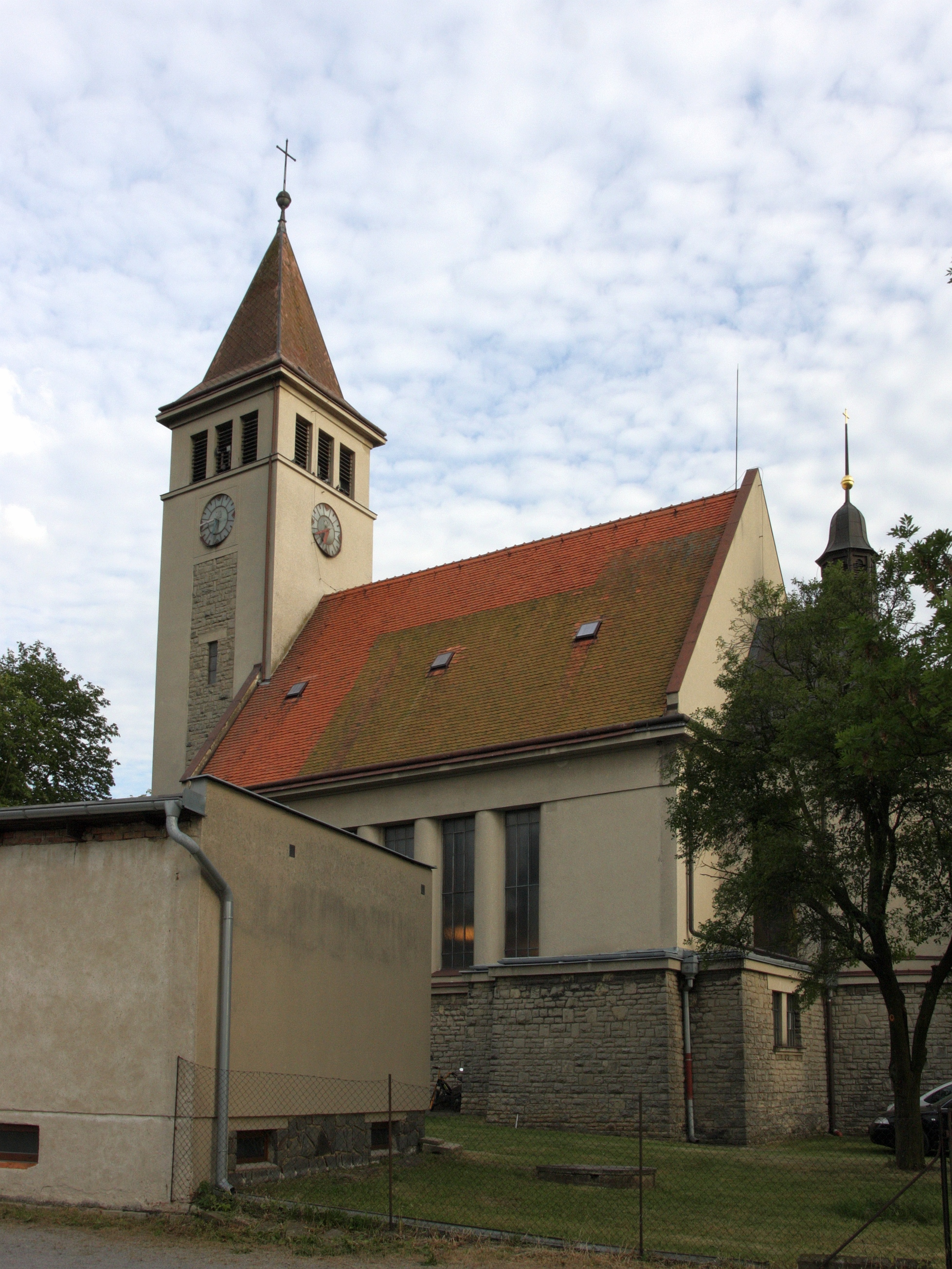
kostel Božského srdce Páně
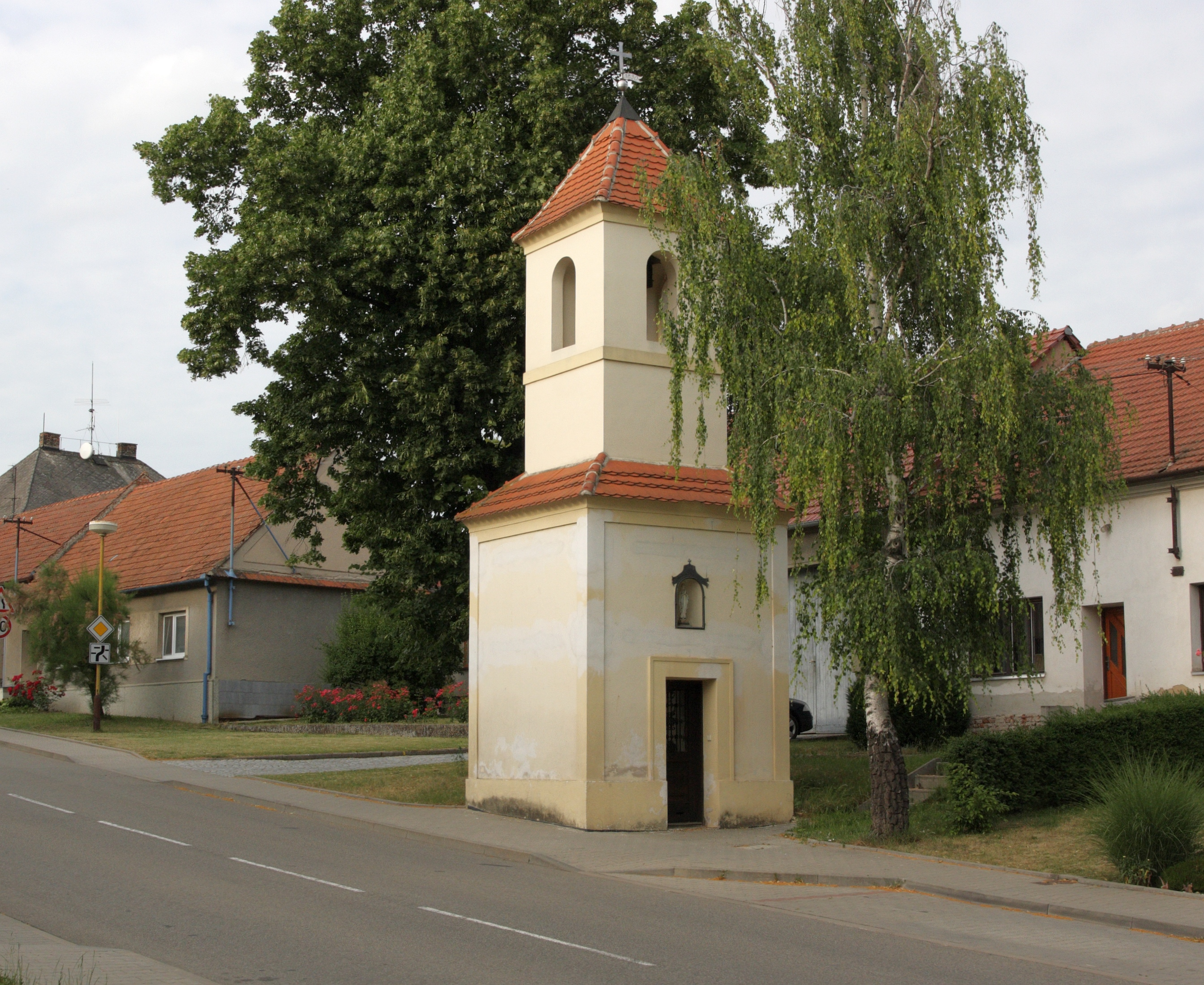
zvonice na návsi
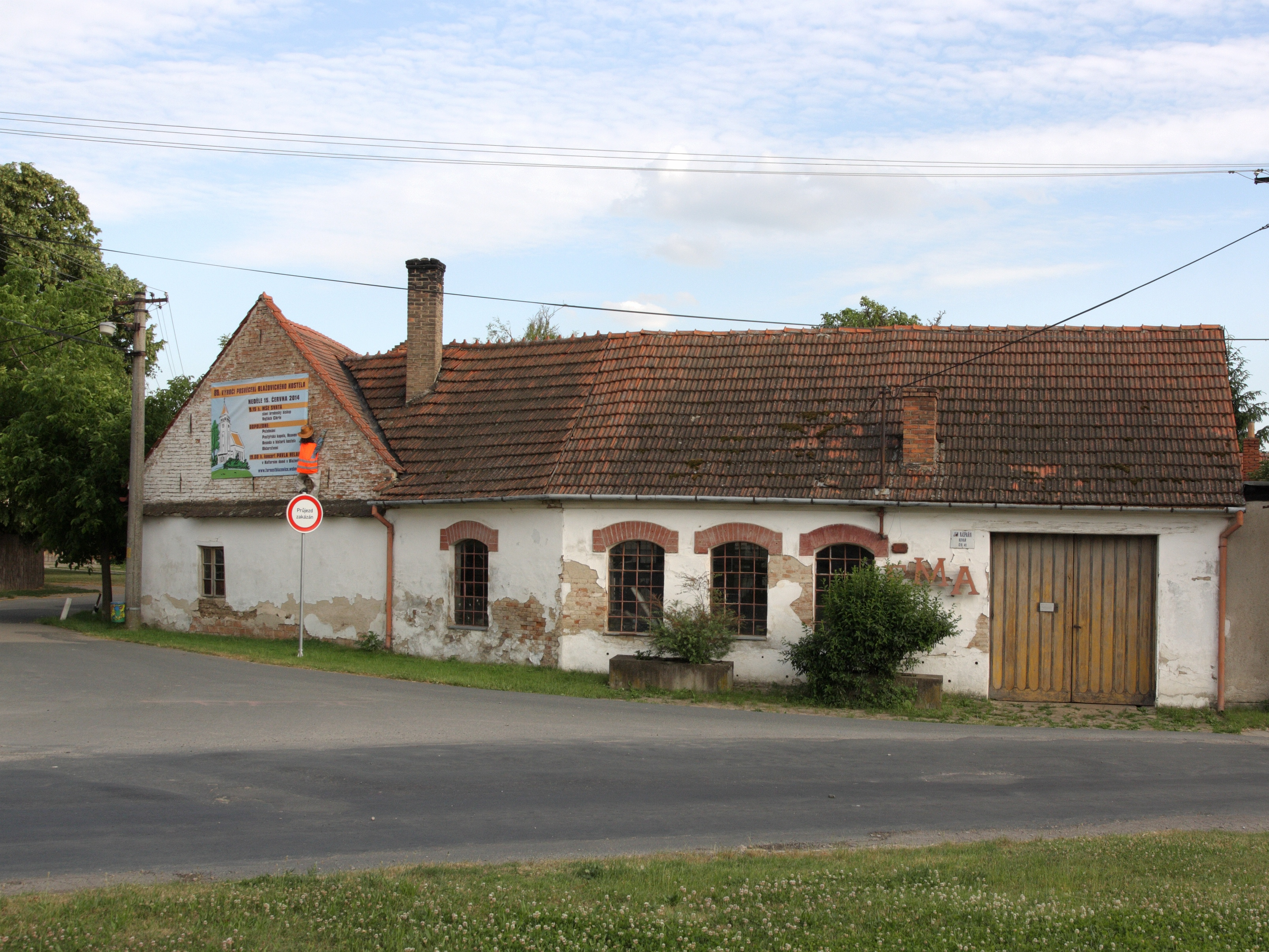
kovárna
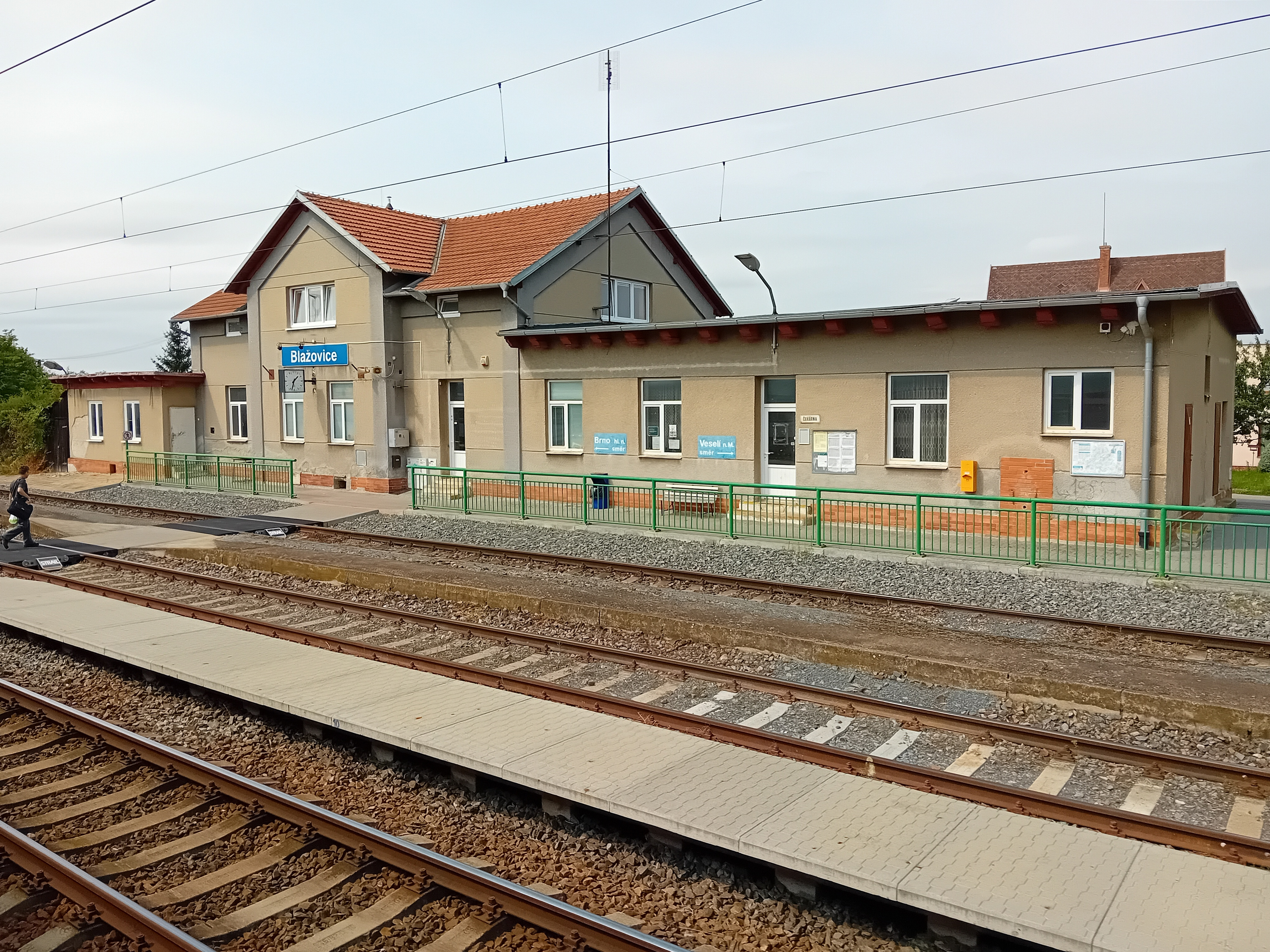
Nádraží